# Lester Kruger Born
Lester Kruger Born (* 23. Januar 1903 in Alameda, Kalifornien; † 7. Oktober 1969 in Washington, D.C.) war ein US-amerikanischer Archivar und Historiker.

## Leben
Born studierte Klassische Philologie an der University of California, Berkeley, wo er 1925 den Bachelor- und 1926 den Mastergrad erwarb. Von 1926 bis 1927 studierte er an der Graduate School Politikwissenschaft, von 1927 bis 1928 ging er als Graduate Student im Fach Klassische Philologie an die Princeton University, wo er 1928 erneut den Mastergrad erlangte. Im folgenden Jahr (1929) wurde er an der University of Chicago zum Ph.D. promoviert.
Nach der Promotion arbeitete Born zunächst als of Classical Languages an der Ohio State University, ab 1930 als Assistant Professor of Classics am Mather College der Western Reserve University. Zum 19. September 1935 wechselte er als Assistant Professor of Classical Languages and Literatures sowie als geschäftsführender Assistent an die George Washington University (als Nachfolger von Charles Sidney Smith).
Ab 1936 wechselte Born von der Universität in den Archivdienst. Er beteiligte sich am Historical Records Survey, einer Bestandsaufnahme historisch bedeutender Akten zahlreicher Archive im Rahmen von Arbeitsbeschaffungsmaßnahmen des New Deal. Von 1941 bis 1945 diente er als Offizier im Zweiten Weltkrieg.
Nach Kriegsende übernahm Born im Auftrag der amerikanischen Militärregierung in Deutschland die Leitung des Ministerial Collecting Centers in Fürstenhagen bei Kassel. Er arbeitete eng mit Sargent B. Child zusammen, dem Leiter der Restitutionsabteilung in Berlin-Zehlendorf. Born war maßgeblich für den Wiederaufbau des deutschen Archivwesens und der Archivschulen verantwortlich und beteiligte sich bis 1949 auch an der Restitution und Verteilung des Archivsgutes im besetzten Deutschland (im Rahmen des Monuments, Fine Arts, and Archives program).
Nach seiner Rückkehr in die Vereinigten Staaten koordinierte Born 1950 die Mikroverfilmung wichtiger Bestände der Library of Congress. Bis zu seinem Tod arbeitete er bei der National Archives and Records Administration.
Entsprechend seiner abwechslungsreichen Laufbahn war Lester Kruger Born in vielen verschiedenen Bereichen publizistisch und wissenschaftlich tätig. Sein erster Forschungsschwerpunkt war die Geschichte des Humanismus von der Antike bis ins Mittelalter (Johannes de Garlandia) und die Frühe Neuzeit. 1936 veröffentlichte Born die erste englische Übersetzung von Erasmus’ Werk über Die Erziehung des Christlichen Fürsten (1515). Seine späteren Arbeiten beschäftigten sich mit Neuerungen im Bibliotheks- und Archivwesen.

## Schriften (Auswahl)
- Desiderius Erasmus: The Education of a Christian Prince. New York 1936
- British Manuscripts Project: a checklist of the microfilms prepared in England and Wales for the American Council of Learned Societies. 1941–1945. Washington, D.C. 1955

### Aufsätze
- Erasmus on political ethics: the Institutio principis christiani. In: Political Science Quarterly 43 (1928), S. 520–543
- The Perfect Prince. A Study in thirteenth and fourteenth Ideals, in: Speculum 3 (1928), S. 470–504
- The Manuscripts of the Integumenta on the Metamorphoses of Ovid by John of Garland. In: Transactions anf Proceedings of the American Philological Association. Band 60 (1929), S. 179–199
- Some Notes on the Political Theories of Erasmus In: Journal of modern history 1930, S. 226–236
- Animate Law in the Republic and the Laws of Cicero. In: Transactions anf Proceedings of the American Philological Association. Band 64 (1933), S. 128–137
- The Perfect Prince According to the Latin Panegyrists. In: American Journal of Philology 55 (1934), S. 20–36
- Quotations and Citations in the Accentarium of John of Garland. In: Transactions anf Proceedings of the American Philological Association. Band 70 (1939), S. 303–317
- Baldassare Bonifacio and his Essay De Archivis. In: The American Archivist 4 (1941), S. 221–237
- A National Plan for Extensive Microfilm Operations. In: American Documentation 1 (1950), S. 66–75
- The literature of microreproduction, 1950–1955. In: American Documentation 7 (1956), S. 167–187
- History of Microform Activity. In: Library Trends 8 (1960), S. 348–358